# Szente
Szente is een plaats (község) en gemeente in het Hongaarse comitaat Nógrád. Szente telt 368 inwoners (2001).